# Xming
Xming je open source port X serveru pro operační systém Microsoft Windows. Projekt je nezávislý na projektu Cygwin a jeho součástech. Xming X Server for Windows je vyroben křížovým překladem z CVS xorg/xc použitím překladače MinGW a knihovny Pthreads-Win32. Xming je svobodný software licencovaný pod GNU GPL.

## Využití
Xming server umožňuje přístup k XDMCP sezením na vzdáleném stroji s jiným X serverem nebo spouštění vzdálených X aplikací ve Windows tunelováním přes protokol ssh (například s použitím patřičně nastaveného klienta PuTTy). Na rozdíl od Cygwin však neposkytuje pod Windows plnohodnotné unixové prostředí. Pokud požadujete kompletní unixové prostředí pod operačním systémem Windows, použijte Cygwin nebo Microsoft Services for Unix (SFU).